# آني همينغواي
آني همينغواي (بالإنجليزية: Annie Hemingway)‏ هي ممثلة بريطانية، ولدت في 14 ديسمبر 1985 في ليستر في المملكة المتحدة.